# D.O.A. – Dead or Alive
D.O.A. – Dead or Alive ist ein US-amerikanisch-deutsch-britischer Actionfilm von Corey Yuen aus dem Jahr 2006, der auf dem Videospiel Dead or Alive aus dem Jahr 1996 basiert.

## Handlung
Dr. Victor Donovan lädt die besten Kampfsportler zum ultimativen Kampfsport-Turnier (DOA) ein. Für den Gewinner des DOA soll es 10 Millionen Dollar Preisgeld geben. Die japanische Ninja-Prinzessin Kasumi verlässt ihren Tempel, um beim DOA mitzumachen, nachdem ihr Leibwächter Hayabusa sie über den Tod ihres Bruders Hayate informiert hat, der im letzten Jahr beim DOA teilnahm. Ayane, die in Hayate verliebt ist, wird vom Clan mit der Tötung Kasumis beauftragt, da sie den Clan nicht hätte verlassen dürfen. Die US-Profi-Wrestlerin Tina Armstrong erhält eine auf einem Shuriken verschickte Einladung zum DOA, nachdem sie auf ihrem Boot im südchinesischen Meer gerade einige Piraten überwältigt hat, die ihre Yacht besetzen wollten. Christie Allen bekommt ihr Shuriken, als sie nach einem Diamantenraub aus einem Hongkonger Hotel von der Polizei flieht. Gemeinsam mit anderen Teilnehmern (z. B. Hayabusa, Max, Tinas Vater) werden die ebenso attraktiven wie starken Frauen von Helena Douglas auf einer Insel empfangen.
Nach einer medizinischen Untersuchung im Labor beginnt das Turnier, bei dem die Teilnehmer gemäß Donovans Wünschen im K.-o.-System gegeneinander antreten. Als Kasumi gegen Leon, den letzten Gegner ihres Bruders, antritt und gewinnt, merkt sie, dass Hayate nicht im Kampf gestorben sein kann. Während eines Beachvolleyball-Spiels taucht Ayane auf, wird aber von den Kämpferinnen, die sich mittlerweile angefreundet haben, vertrieben. Währenddessen versucht Christie zusammen mit ihrem Freund Max, an den mit mehr als 100 Millionen Dollar gefüllten Tresor zu kommen. Eine Tätowierung auf Helenas Körper, die Christie beim Kampf sieht, soll der Code sein.
Als das Halbfinale des Turniers bevorsteht, ist Hayabusa verschwunden. Donovan hält ihn gefangen und bringt auch noch die anderen Halbfinalisten Tina, Christie und Kasumi in seine Gewalt. Mit den bei der medizinischen Untersuchung injizierten Nanobots will er ihre Stärken analysieren und für sich nutzen. Außerdem will er das Programm an internationale Terroristen verkaufen. In dieser Situation offenbart er, dass er Hayate gefangen hat, und fordert Kasumis Bruder, den besten Kämpfer, zum Test seines Programms zum Kampf heraus. Außerdem tötete er Helenas Vater, den Gründer des DOA, da dieser mit den Forschungen Donovans nicht einverstanden war.
Dem Assistenten Donovans und Computerspezialisten Weatherby und Helena gelingt es jedoch, die Programmübertragung an die Terroristen zu stoppen und die Gefangenen zu befreien. Donovan flieht mit den 100 Millionen Dollar aus dem Tresor und aktiviert die Selbstzerstörung des Gebäudekomplexes auf der Insel. Kurz bevor sich die ganze Anlage selbst zerstört, können die Kämpfer mit Hilfe von Hayate und Ayane Donovan unschädlich machen, der bei der Explosion stirbt, und von der Insel entkommen. Kasumi kehrt mit ihren neuen Freundinnen Tina, Christie und Helena zurück in den Palast, wo sie gegen die Palastwachen antreten.

## Synchronisation
Die deutsche Synchronbearbeitung fertigte die Firma PPA Film GmbH München an. Das Dialogbuch verfasste Pierre Peters-Arnolds, der auch Dialogregie führte.
| Darsteller      | Synchronsprecher         | Rolle     |
| --------------- | ------------------------ | --------- |
| Sarah Carter    | Angela Wiederhut         | Helena    |
| Devon Aoki      | Veronika Neugebauer      | Kasumi    |
| Jaime Pressly   | Katrin Fröhlich          | Tina      |
| Holly Valance   | Natascha Geisler         | Christie  |
| Brian J. White  | Ole Pfennig              | Zack      |
| Matthew Marsden | Crock Krumbiegel         | Max       |
| Kevin Nash      | Joscha Fischer-Antze     | Bass      |
| Natassia Malthe | Elisabeth Günther        | Ayane     |
| Collin Chou     | Jens-Holger Kretschmer   | Hayate    |
| Kane Kosugi     | Pascal Breuer            | Hayabusa  |
| Steve Howey     | Hubertus von Lerchenfeld | Weatherby |

## Kritiken
„Hektisches Kampfspektakel nach einem Computerspiel. Triviale Actionkost in der Tradition asiatischen Kommerzkinos, die an ihrer kaltschnäuzigen Mechanik krankt.“

„Dead Or Alive ist ein reines, sehr buntes Spektakel ohne sittlichen oder intellektuellen Mehrwert. Die Kämpfe sind flott, schnell geschnitten und immerhin so kurzweilig, dass der Showdown sogar recht fad wirkt.“

## Produktion und Veröffentlichung
D.O.A. – Dead or Alive wurde vom 4. Mai bis 19. Juli in Bangkok, Guilin, Hengdian und Hongkong gedreht. Das deutsche Unternehmen Constantin Film produzierte den Film. Die Premiere fand im September und Oktober 2006 statt, rund zehn Jahre nach der Veröffentlichung des Videospiels.